# ランス・アーチャー
ランス・アーチャー（Lance Archer、1977年2月28日 - ）は、アメリカ合衆国の男性プロレスラー。テキサス州オースティン出身。AEW所属。本名はランス・ホイット（Lance Hoyt）。

## 来歴

### アメリカのインディー団体
2000年7月にプロレスデビュー。
地元テキサスのインディー団体で活動していた。

### TNA

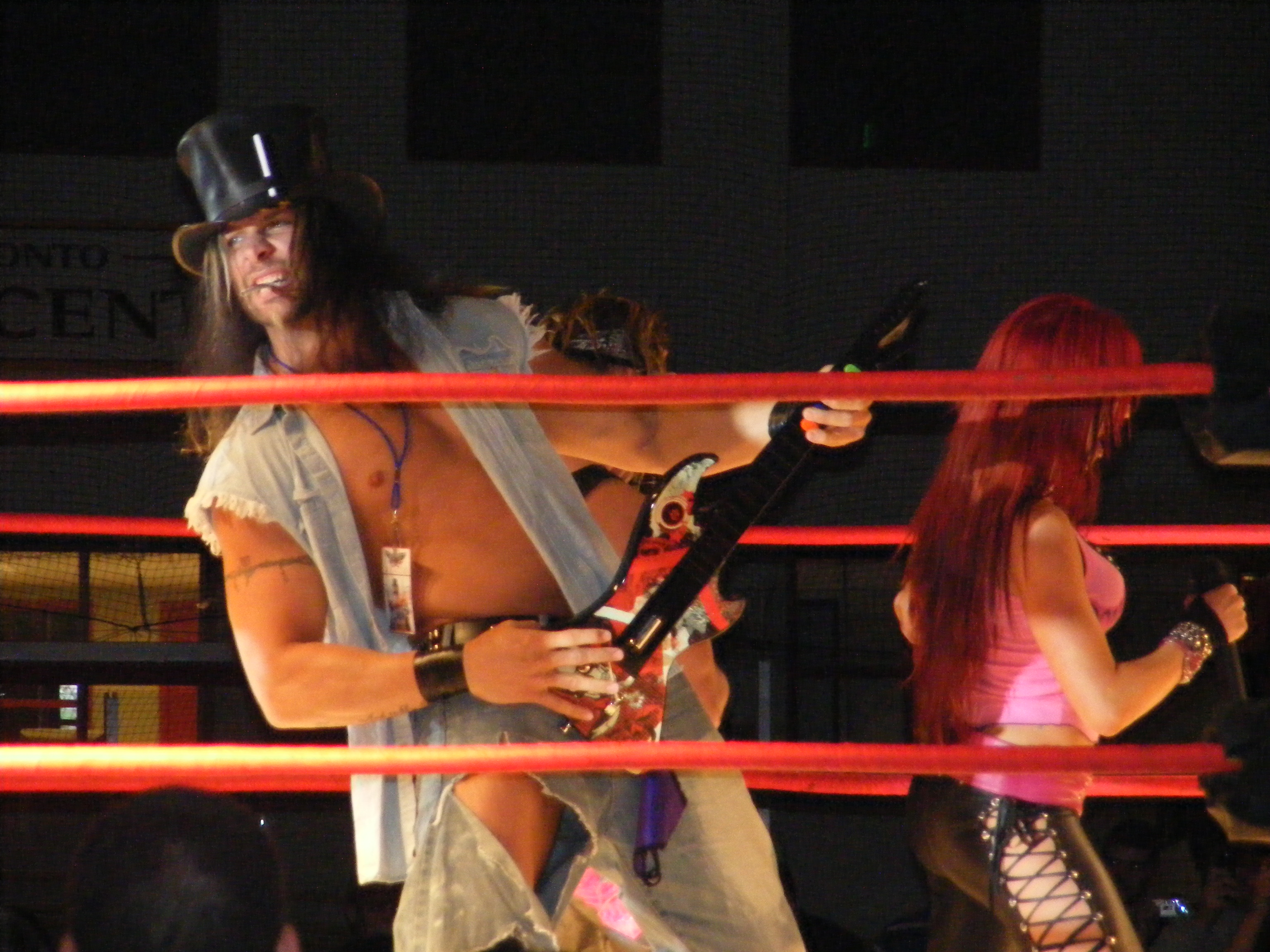
2007年

2004年3月、TNAに入団。入団当初はダラス（Dallas）というリングネームで、キッド・キャッシュとのタッグを結成し、NWA世界タッグチーム王座を獲得するなど活躍。2005年よりリングネームを本名のランス・ホイットに改めてリングに上がるようになる。キャッシュ退団後、しばらくシングルで出場していたが、2007年よりジミー・レイブ、クリスティ・ヘミと共にロックン・レイヴ・インフェクション（The Rock 'n Rave Infection）なるバンドギミックのユニットを結成し、リングネームをランス・ロックへと変更。ヘミがヴォーカルを務め、レイブとランスがゲームであるギターヒーロー専用のギター型コントローラーを弾きながら入場することが恒例となっていた。パロディーユニットではあるがモーターシティ・マシンガンズやチーム3Dといったトップのタッグチームと抗争を繰り広げた。
2008年にレイブが長期の負傷欠場をしたことをきっかけに出場機会は激減し、2009年2月にTNAから解雇となった。

### 全日本プロレス
2009年、全日本プロレスに参戦。VOODOO-MURDERSに加入する。

### WWE
2009年4月にWWEと契約を交わし入団。傘下団体のFCWを経て、11月3日にECWにてヴァンス・アーチャー（Vance Archer）のリングネームでデビュー。しばらくジョバーを相手にスカッシュマッチを継続して連勝していたが、シェルトン・ベンジャミンに初黒星を付けられたのをきっかけに抗争を開始。

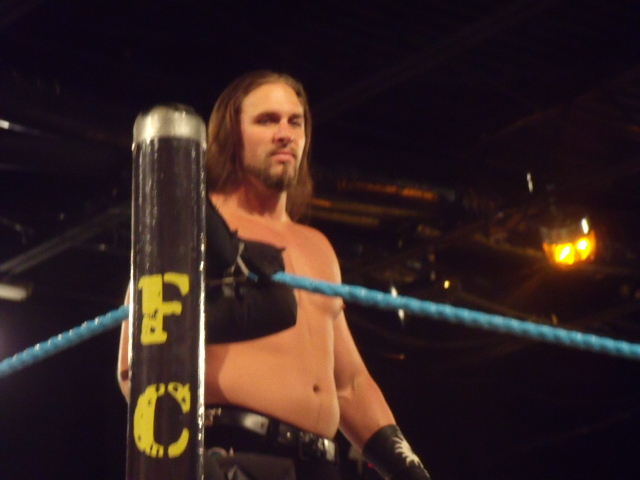
FCW時代

ECWが放送終了後、RAW、SmackDown!のどちらにも所属していなかったが4月にSmackDown!所属になった。以降、レッスルマニアXXVIのバトルロイヤルに参加したこと以外はFCWで再調整を続けていたが、5月13日放送のSuperstarsでWWEに再昇格したカート・ホーキンスとゲート・クラッシャーズ（The Gate Crashers）というタッグチームを結成する（なお、この放送で「セオドア・ロングと30日の短期契約を結んだ」とマイクアピールを行ったが台本上のアングルである）。その後はSmackDown!で試合終了後のクリスチャンやMVPを襲撃しこの2人との抗争が組まれていた。
クリスチャンらとの抗争終了後はSuperstarsを中心にデュードバスターズ（トレント・バレッタ、ケイレン・クロフト）と抗争を繰り広げるも1勝2敗と負け越した（2度ともランスがピンフォールを取られている）。その後10月7日放送のSuperstarsでクリス・マスターズとシングルマッチで対戦した際に、リング下に付き添っていたホーキンスにクローズラインを誤爆してしまう。そのことが原因でホーキンスに妨害されて試合に敗れたうえに試合後もホーキンスに襲撃され、事実上タッグ解散となった。ホーキンスとの抗争が発展するかと思われたが、一度も対戦しないまま11月19日にWWE公式ホームページにて解雇が発表された。

### RCW
WWE退団後はインディー団体のRCWに参戦し、2011年1月7日にシコデリコ・ジュニアを破ってNWAテキサスヘビー級王座を獲得した。

### 新日本プロレス

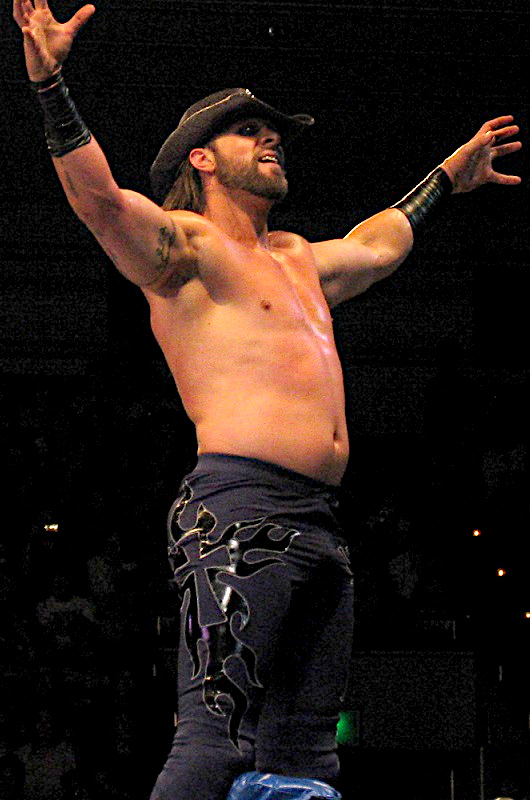

5月15日、新日本プロレスのペンシルベニア大会に乱入し小島聡を襲撃、6月18日、ランス・アーチャーのリングネームで新日本大阪大会に正式参戦する。鈴木みのるとのタッグを組み、小島、真壁刀義組と対戦、鈴木がゴッチ式パイルドライバーで小島からフォールを奪い勝利した。以後は鈴木が率いるユニット「鈴木軍」のメンバーとして新日本に定期参戦する。
8月には鈴木軍としてG1 CLIMAXに初出場、10月には鈴木とタッグを組んでG1 TAG LEAGUEに出場する。初戦こそBAD INTENTIONS（ジャイアント・バーナード、カール・アンダーソン組）に黒星を喫するが、以降勝利を積み重ね決勝トーナメントに進出した。決勝戦で同タッグチームと対戦し、アンダーソンをダークデイズでピンフォールを奪い優勝を果たした。そして11月12日に決勝戦のリターンマッチとしてIWGPタッグ王座に初挑戦したがBAD INTENTIONSの合体技であるジャイアント・ガンスタンを喰らい、戴冠とはならなかった。
2012年3月18日に高山善廣とタッグを組んで天コジ（天山広吉、小島聡組）の保持するIWGPタッグ王座に挑戦するも敗北した。7月22日にCHAOSとの抗争に終息を果たし同王座に返り咲いた天コジの前に姿を現し、新たなパートナーを引き連れて挑戦を表明した。 そのパートナーがハリー・スミス（現 デイビーボーイ・スミス・ジュニア）であることが発表された。後にタッグチーム名を「キラー・エリート・スクアッド（K.E.S.）」とする。10月8日のPPV、NJPW 40th anniversary KING OF PRO-WRESTLINGにて天コジが保持するIWGPタッグ王座に挑戦し、勝利を収めて第61代IWGPタッグ王者となった。
2013年4月20日、NWAヒューストンのイベントであるParade of Championsにスミスと共に参戦、NWA世界タッグ王座保持チームのキングス・オブ・ザ・アンダーグラウンド（スコット・サマーズ & ライアン・ジェネシス）とIWGPタッグ王座とNWA世界タッグ王座を懸けたダブルタイトルマッチにて勝利しタッグ二冠王者となった。

### プロレスリング・ノア
2015年1月より鈴木軍がプロレスリング・ノアを襲撃、以後定期参戦するが、アーチャーも鈴木軍の一員として行動を共にしレギュラー参戦する。
デイビーボーイ・スミス・ジュニアとのタッグチーム「K.E.S.」で第33代GHCタッグ王者となり、歴代最多の10度の防衛を記録した。。

### 新日本プロレス

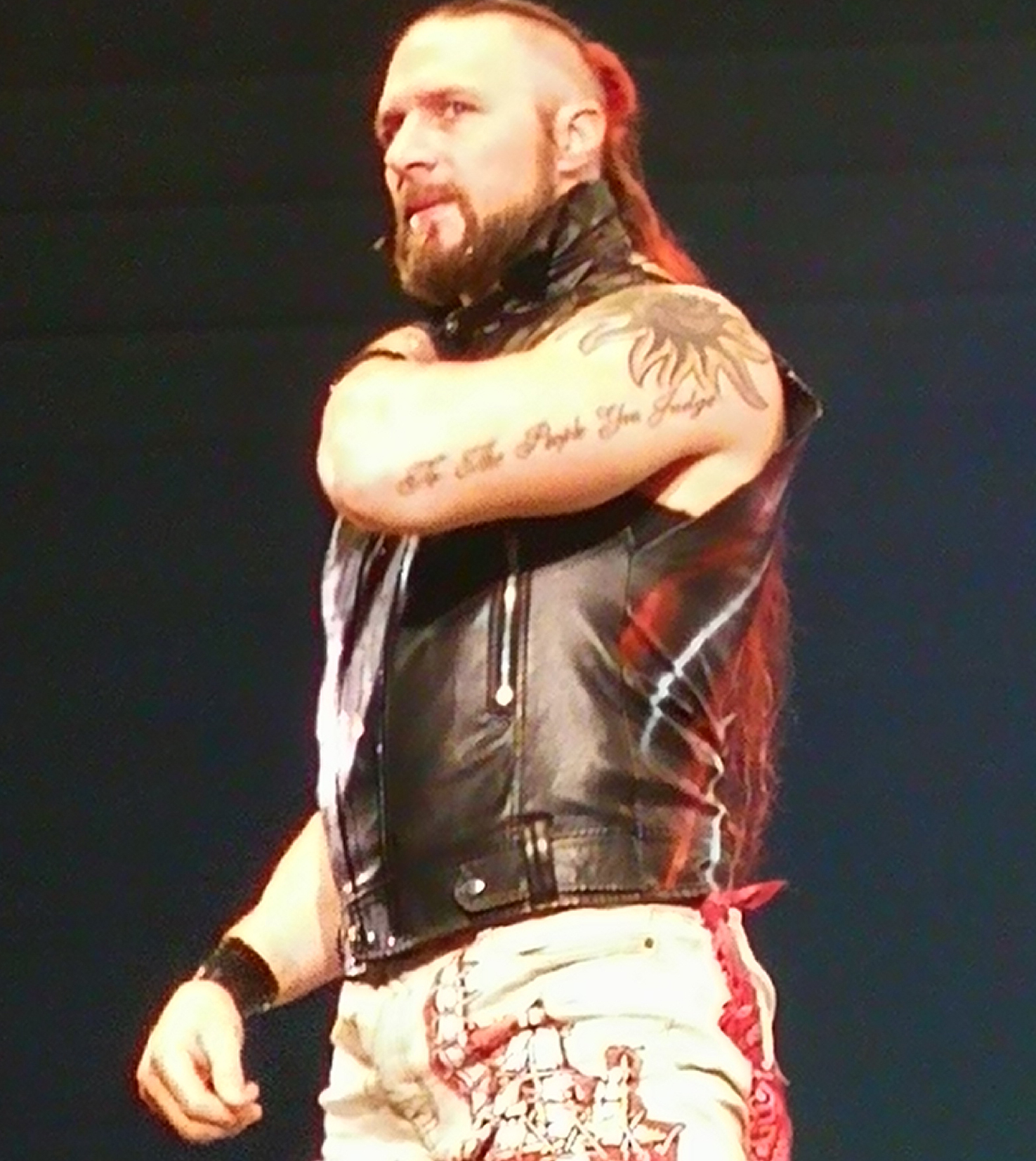
2019年8月

2017年からは鈴木軍の一員として再び新日本プロレスに参戦している。
デイビーボーイ・スミス・ジュニアとのタッグチーム「K.E.S.」で9.10福島、9.16広島、9.24神戸の3大会にわたって行なわれるIWGPタッグ3WAYマッチ三番勝負で王座に挑戦。（対戦相手は王者組のウォーマシン（レイモンド・ロウ&ハンソン）、ゲリラズ・オブ・デスティニー（タマ・トンガ&タンガ・ロア））
9月10日、県営あづま総合体育館で行われた「DESTRUCTION in FUKUSHIMA」で王者ロウ＆ハンソン、タマ＆タンガとのIWGPタッグ戦3WAYマッチの初戦を戦うがロアがロウにフォールを奪われ敗北。
9月16日、広島サンプラザホールで行われた「DESTRUCTION in HIROSHIMA」で王者ロウ＆ハンソン、タマ＆タンガとのIWGPタッグ戦3WAYマッチの２戦目を戦うがデイビーボーイ・スミスJr.がロウにフォールを奪われ敗北。
9月24日、神戸ワールド記念ホールで行われた「DESTRUCTION in KOBE」の第5試合で「K.E.S.」として王者ロウ＆ハンソン、タマ＆タンガとIWGPタッグ戦3WAYマッチの最終戦をトルネードマッチルール（※3チームが同時にノータッチルールで試合を行ない、いずれかの1チームが勝利した時点で決着。反則＆場外カウントはなし）で戦った。最後はキラーボムを決めてロウを葬り、約3年8カ月ぶりにIWGPタッグ王座を獲得した。
2019年、5年振りにG1 CLIMAX 出場するも、3勝6敗と大きく負け越し、リーグ最下位となる。しかし、毎試合会場のファンからの声援が大きく、SNS上や対戦した選手からも自身が賞賛される声が多かった。
10月14日の両国国技館大会において、ジョン・モクスリーの欠場に伴い急遽組まれたIWGP USヘビー級王座決定戦にエントリーされ、ジュース・ロビンソンを下し新日本プロレスで自身初のシングル王座を戴冠した。11月10日にはジュースの盟友であるデビッド・フィンレーを下し王座防衛を果たす。
2020年1月4日、東京ドーム大会にてモクスリーを相手にデスマッチ形式による防衛戦を行い敗北、王座から陥落した。
2月1日のジェフ・コブに敗れた試合を最後に新日本プロレスを退団。AEWと正式に契約を結ぶ。

### AEW
レジェンドレスラーであるジェイク・ロバーツをマネージャーに従えて活動。
2021年7月21日（米時間）、モクスリーとのテキサス・デスマッチに勝利し、2度目のIWGP USヘビー級王座戴冠を果たす。28日にはヒクレオを下し初防衛に成功した。

## 得意技
2メートルを超す体格を生かしたテキサス出身の選手らしい荒々しいラフファイトが主体である。
大型の選手ながら身のこなしが軽く機敏な動きをこなすことが可能であり、ここぞというときにはムーンサルトプレスなどの空中技も使用する。

### フィニッシュ・ホールド
EBDクロー
アイアンクローで相手を捕らえたままフォールする。現在のフィニッシャー。技名の「EBD」は「Everybody Dies」の略。
ブラックアウト
インディー時代から現在まで使われているフィニッシュ・ホールド。
オクラホマ・スタンピードの体勢で担ぎこみながら相手の両脇を抱え込み、高々とリフトアップさせてからその後、シットダウン・パワーボムのように相手の体を一回転させながらマットに叩き付ける。
トップコーナーに座らせた相手に対して放つ雪崩式も使用する。腰を負傷してからは、尻餅をつくのではなく両膝を着く形が多く見られるようになった。
ダークデイズ
WWE時代から新日本参戦初期時のフィニッシャー。
スナップ式・リバース・DDTだが、長身のランスが使用すると必然的に首を掴む位置が高くなるので、高角度で相手の後頭部をマットに叩きつける事が出来る。
新日本参戦当初は「ファイナルデイズ」という呼称で使用したが、後に改名し現在の名で使用。
WWE時代は実況陣から「アメリカン・サイコ（アメリカの狂人）」と言われていた事に由来して「マスク・オブ・サニティ（正気の仮面）」の名称で使用し、カート・ホーキンスとのタッグの際はこの技で相手をダウンさせた後、ホーキンスがダイビングエルボーを叩きこんでピンフォールを奪う流れが定番になっていた。
ムーンサルトプレス
ここぞという時に使用する大技。ランスのムーンサルトはラウンディングボディプレス気味で放たれる
使用する際はゆっくりと間をおいて放つため観客に大きなインパクトを与えるが、そのため相手にかわされてしまうことも多い。

### 打撃技
エルボー
エルボー・スタンプ
バックハンド・チョップ
クローズライン
ニーリフト
ビッグブーツ
ブートフロムヘル
ランニングビッグブート。
相手のクローズラインへのカウンターとしても使われる。
ブラスターキック
コーナーに逆さ吊り状態の相手に対して放つスワンダイブ式コーナーToコーナードロップキック。
よほどの大一番でしか繰り出さない。
TNA特有の六角形リングで主に使用されていたが従来の四角形リングで披露したこともある。
ショルダー・タックル
ザ・ディレイラー
アーチャーの繰り出すショルダー・ブロック。
相手がロープに走ると同時に自ら、コーナーへと走り、動揺して立ち止まった相手を左サイドから体重を浴びせて強烈にぶちかます。食らった相手は反対側のコーナーまで吹き飛ぶほどの威力。
フライング・クロス・ボディ
主に試合序盤に繰り出す技。

### 投げ技
テキサストルネード
ファイヤーマンズキャリーの体勢から相手を前のめりになる形でマットに叩き付ける。ブロック・レスナーが使用するF5と同型。
F'n Slam
変形のフルネルソンバスター。
フルネルソンで捕えた相手の体を持ち上げ、自らの両足の間に背中から叩き付ける。
テキサスタワーボム　
相手の背後から右腕で相手の右足を抱え込み、担ぎ上げると同時に相手を反転させながら高々とリフトアップして前へ豪快に投げ落す、相手は背中にマットに叩きつける変形パワーボム。形としてはトルネード・ボムに近い。
抱え込み式ワンハンド・パワーボム。
チョークスラム
試合終盤に試合のペースを変える際多用される。
相手をコーナートップに座らせた体勢から持っていく変形チョークスラムも使用していた。
ベリー・トゥ・バック・スープレックス
パワーボム
スープレックス
スーパープレックス
ヘラー・コースター
レインメーカー式・スピニング・サイドスラム。
背後から相手の右腕を掴みし、そのまま掴んだ右腕を軸に相手を反転させ、引き込みつつ自身の右腕で上半身を抱え上げてその場で360°横旋回してマットに叩きつける。

### 飛び技
オールド・スクール・ムーンサルト・アタック
相手の片腕を捕らえた状態でコーナー最上段に登り、トップロープ上を歩いてからスプリングボード式で繰り出すムーンサルト・アタック。203センチ136キロの体重で繰り出すダイナミックな空中技。

## タイトル歴
TNA

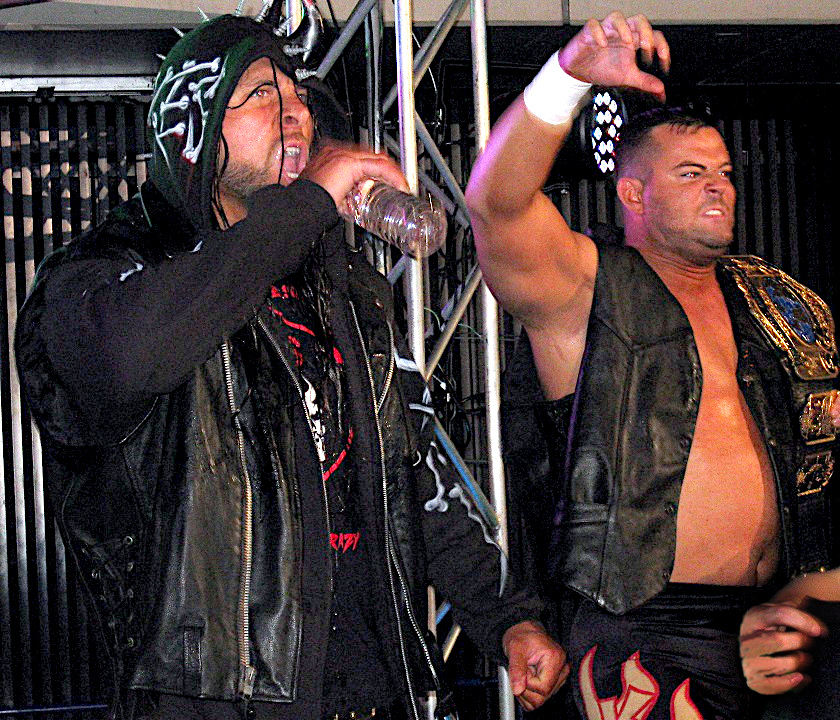
NWA世界タッグ王座

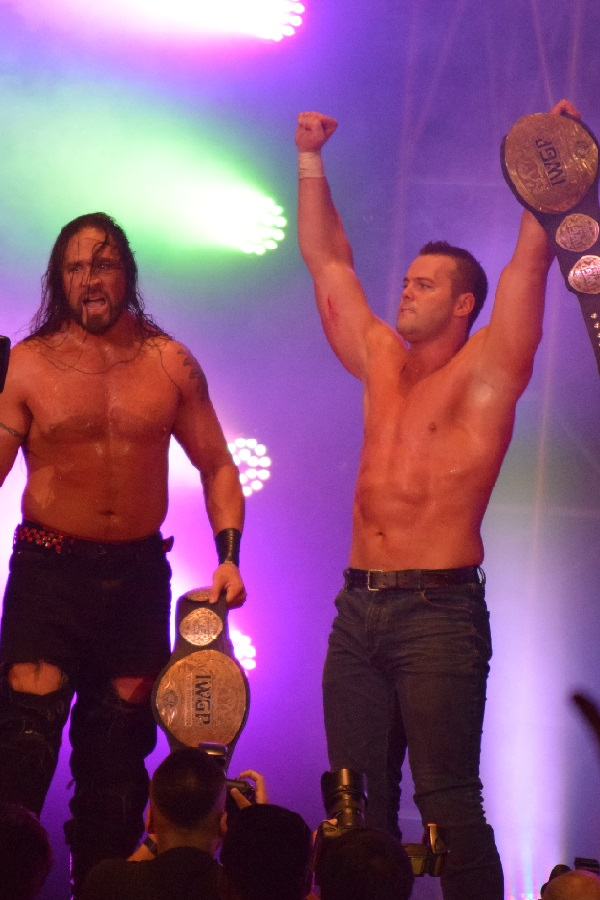
IWGPタッグ王座

- NWA世界タッグ王座 : 2回（w / キッド・キャッシュ）

NWA
- NWA世界タッグ王座 : 2回（w / デイビーボーイ・スミス・ジュニア）

NWA南西
- NWAテキサスヘビー級王座

PCW
- PCWヘビー級王座 : 3回
- PCWタッグ王座 : 1回
- PCWテレビジョン王座 : 1回

RCW
- RCW級王座 : 1回

GPW
- GPWヘビー級王座 : 1回

HOW
- HOW統一王座 : 1回

AMW
- AMWヘビー級王座 : 1回

TCW
- TCWヘビー級王座 : 1回

WWC
- WWCユニバーサル・ヘビー級王座 : 1回

新日本プロレス
- IWGP USヘビー級王座 : 2回（第7・9代）
- IWGPタッグ王座 : 3回（第61 ･ 63 ･ 78代 w / デイビーボーイ・スミス・ジュニア）
- G1 TAG LEAGUE 優勝（2011年 w / 鈴木みのる）

プロレスリング・ノア
- GHCタッグ王座 : 2回（第33・35代 w / デイビーボーイ・スミス・ジュニア）

## 入場曲
- Murderhawk March - AEWの入場曲。2020年10月から2021年6月まで利用しました。
- Everybody Dies - KES入場曲. 2018年9月から現在。タッグ解消後もそのまま使用。
- He is the AMERICAN PSYCHO - 新日本プロレス参戦時の入場曲。2011年6月から使用。
- Black Fury - WWE時代に使用。
- Infection - TNA時代に使用。
- Throb

## その他
- Twitterを愛用しており、ファンからのメッセージにこまめに返信していることが確認できる。
- 週刊プロレスNo.1846にてお宅訪問を行われており、テキサス州ダラスにあるプール付きの豪邸に住んでいることが明かされる。
- タバコは吸わず、飲酒もあまりしないという。
- 熱心なキリスト教徒である[14]。